# Yuzo Takada
Yuzo Takada (高田裕三, Takada Yūzō) (高田裕三 , Takada Yūzō?) (高田裕三,) nascut el 21 de març de 1963 a Edogawa, al Japó. El seu pseudònim és Yūji Takada (高田裕次, Takada Yūji) (高田裕次 , Takada Yūji?). És un mangaka japonès reconegut per les seves obres de temàtiques sobrenaturals 3x3 Ulls i Blue Seed, inclosa la sèrie "La invencible Nuku Nuku" de temàtica humorística.

## Biografia
Abans de començar amb la seva carrera de mangaka, Takada va treballar com a assistent de Fujihiko Hosono. El seu primer treball va aparèixer el novembre de 1988 en la revista Young Magazine Tokonatsu Bank, va començar amb la seva publicació el gener de 1984 fins a febrer de 1985.
En 1987 crea un dels mangues que el catapultà a la fama, 3x3 Ulls, sota l'editorial Kodansha a la revista Young Magazine del qual l'any 1991 va sortir una adaptació en format OVA de set episodis i el 1993 va guanyar el Kodansha Manga Award per la mateixa sèrie 3x3 Ulls.
Aquest mateix any 1987, neix el manga Every Day is Sunday, coneguda en català com "Sempre és diumenge" per l'editorial Futabasha, a Espanya es va editar per Planeta DeAgostini comics als 90s i per Mangaline a la dècada del 2000 en dos toms. Se'n va fer un OVA de sis episodis en 1990.
El 1990 aconsegueix un altre èxit, aquesta vegada de temàtica còmica d'una noia robot amb actituds d'un gat, anomenada "La invencible Nuku Nuku" sota l'editorial Kadokawa shoten.
El 1992 crea una obra inspirada en la mitologia japonesa i els conceptes de la naturalesa, Blue Seed. Publicat per l'editorial Takeshobō, es va adaptar en una sèrie animada i un OVA.
Takada també ha treballat en l'àmbit de videojocs com a dissenyador de personatges i la il·lustració, en el joc RPG "Just Breed" de l'empresa Enix.

## Treballs
- 1983 : Shūshoku Beginner
- 1984-1985 : Tokonatsu Bank (常夏バンク)
- 1985-1986 : Nikumori
- 1986 : Hatamoto-Taikutsu otoko (旗持偏屈男)
- 1986-1987 : Sportion KIDs
- 1988-1989 : Mainichi ga nichiyōbi (毎日が日曜日)
- 1988-2002 : 3×3 Eyes (3x3 Ulls)
- 1989 : Toritsuki-kun (トリッキくん)
- 1990 : Bannō bunka Nekomusume 1990 : Bannō bunka Nekomusume (万能文化猫娘)
- 1992-1995 : Blue Seed (碧奇魂（あおくしみたま）ブルーシード)
- 1998-2004 : Genzo le marionnettiste
- 1997-1998 : Shin bannō bunka Nekomusume (新万能文化猫娘)
- 2001-2002 : Gori oshi jōju Doramaji!? (ゴリ押し成就ドラマジ!?)
- 2003 : Booking Life (ブッキングライフ)
- 2004-2006 : Tsukumo nemuru shizume (九十九眠るしずめ)
- 2005-2008 : Ultraman The First (ウルトラマンＴＨＥ　ＦＩＲＳＴ)
- 2005-2008 : Little Jumper (リトル・ジャンパー)
- 2014-... : Lunfor (鸞鳳)
- 2015-... : 3×3 Eyes Genjuu no Mori no Sônansha (3×3EYES 幻獣の森の遭難者)